# Cupido damaeus
Cupido damaeus är en fjärilsart som beskrevs av Jean Baptiste Godart 1823. Cupido damaeus ingår i släktet Cupido och familjen juvelvingar. Inga underarter finns listade i Catalogue of Life.